# Dacus woodi
Dacus woodi är en tvåvingeart som beskrevs av Mario Bezzi 1917. Dacus woodi ingår i släktet Dacus och familjen borrflugor.
Artens utbredningsområde är Malawi. Inga underarter finns listade i Catalogue of Life.